# Campagna aerea della guerra del Golfo
La campagna aerea della guerra del Golfo (anche detta operazione Desert Storm) fu un'intensa campagna di bombardamenti aerei iniziata il 17 gennaio 1991, durante la guerra del Golfo e ufficialmente terminata il 23 febbraio 1991 quando ebbe inizio la liberazione del Kuwait.
La campagna aerea venne comandata dal generale dell'United States Air Force Chuck Horner, che inizialmente funse da comandante in capo prima dell'arrivo del generale Schwarzkopf. I comandanti britannici erano i generali Andrew Wilson, fino al 17 novembre, e Bill Wratten, in seguito. Le forze della coalizione internazionale effettuarono più di 100 000 sortite, sganciando 88 500 tonnellate di bombe, distruggendo ampiamente infrastrutture civili e militari.

## Fase iniziale e obiettivi principali

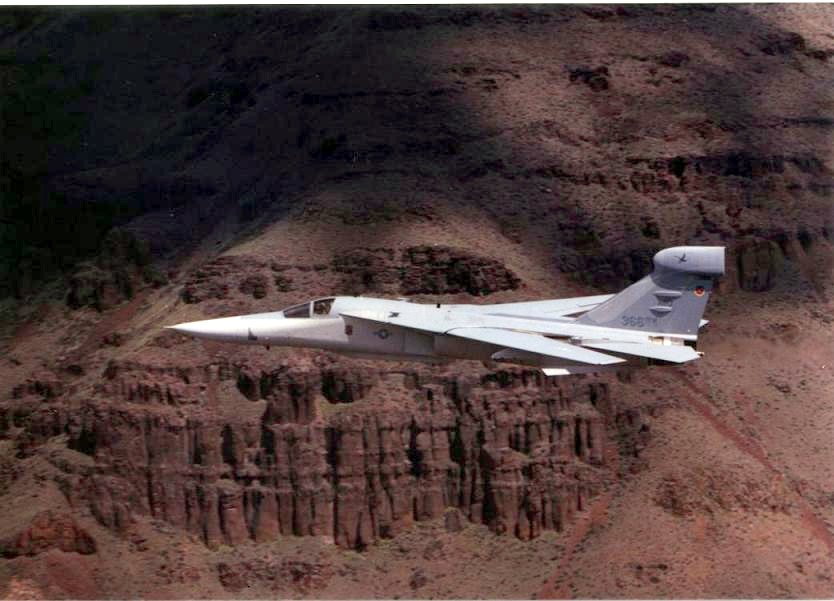
Un EF-111A Raven

Il giorno dopo la scadenza della risoluzione 678 dell'ONU, la coalizione lanciò una massiccia campagna aerea che prese il nome di "operazione Desert Storm", che prevedeva più di 1 000 missioni al giorno. L'operazione ebbe inizio il 17 gennaio 1991, alle 02:38 ora locale, quando la Task Force Normandy (otto elicotteri Apache e due elicotteri Sikorsky S-65 tutti americani) distrusse i siti radar iracheni vicino al confine con l'Arabia Saudita, che aveva già avvertito l'Iraq di un possibile attacco.
Alle 02:43, due EF-111A Raven guidarono ventidue F-15E Strike Eagle contro dei campi d'aviazione nell'Iraq occidentale. Diversi minuti dopo, uno dei Raven distrusse un Mirage iracheno facendolo schiantare al suolo mentre cercava di seguire il Raven che volava a quota molto bassa.
Alle 03:00, dieci F-117 Nighthawk statunitensi, protetti da tre formazioni di EF-111 Raven, bombardarono Baghdad. La contraerea rispose con 3 000 cannoni contraerei.
In poche ore, un P-3 Orion, che stava testando un sistema radar avanzato, identificò un buon numero di navi petroliere e altri vascelli che stavano cercando di fuggire da Basra e Umm Qasr verso le acque territoriali iraniane. Il P-3 indicò i bersagli alle unità d'attacco che colpirono le navi irachene vicino a Bubiyan distruggendone undici e danneggiandone molte altre.

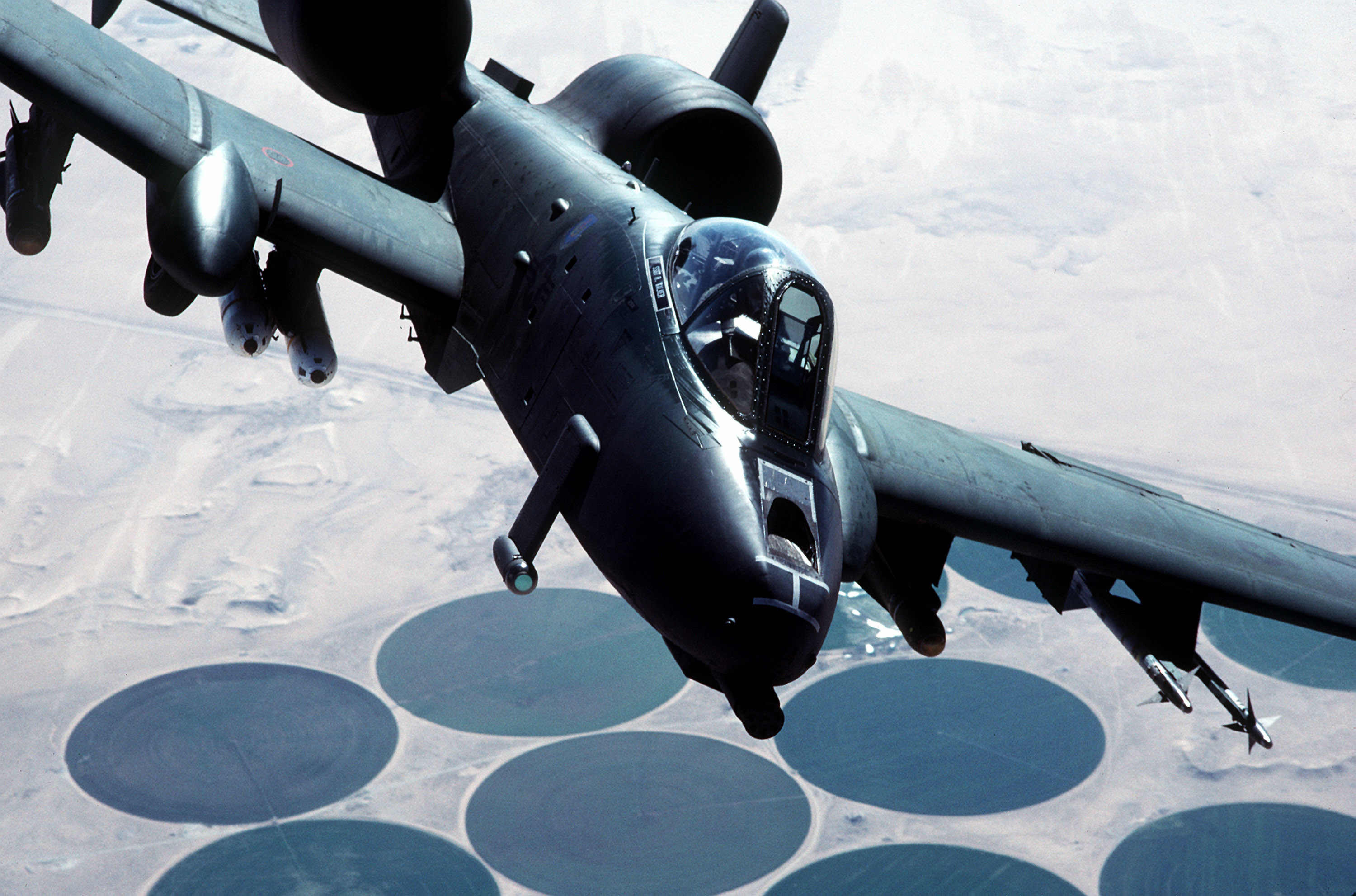
Un A-10 Thunderbolt II durante un attacco a terra sopra i campi di grano circolari

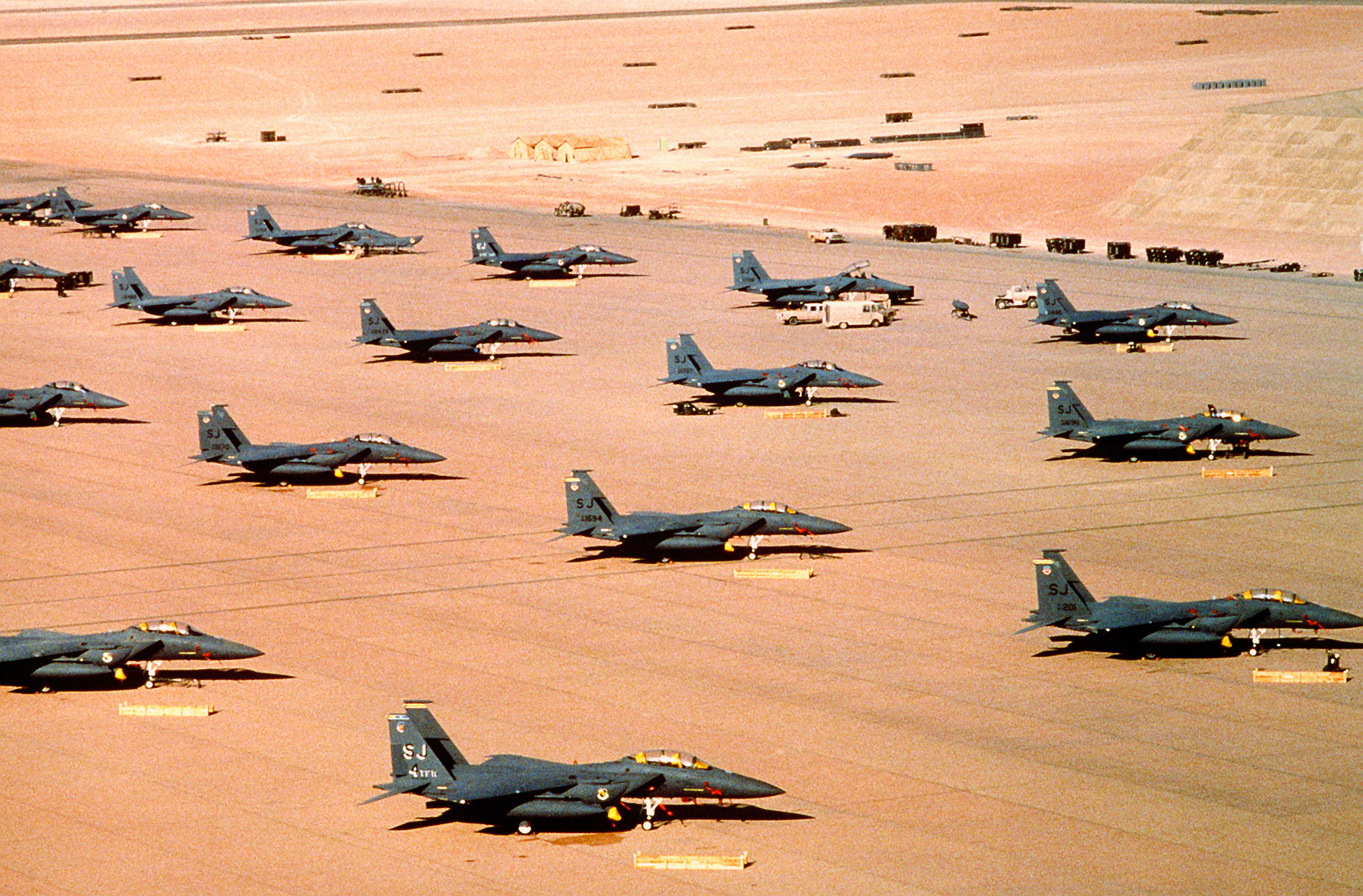
F-15 parcheggiati in una base nel deserto

Nel frattempo, i missili Tomahawk della US Navy colpivano dei bersagli su Baghdad e altri velivoli della Coalizione colpivano obiettivi in tutto l'Iraq. Uffici governativi, stazioni televisive, campi d'aviazione, palazzi presidenziali, installazioni militari, linee di comunicazione, basi per i rifornimenti, raffinerie di petrolio, un aeroporto di Baghdad, fabbriche e impianti elettrici erano gli obiettivi primari degli aerei della Coalizione.
A cinque ore dal primo attacco, la radio statale irachena trasmise un messaggio di Saddam Hussein, il quale dichiarava che «il grande duello era cominciato. L'alba della vittoria si avvicina come inizia questa grande prova di forza». L'Iraq rispose lanciando otto missili balistici Al Hussein su Israele nel corso delle successive sei settimane di guerra.
Vi fu tuttavia un caso di vittoria irachena in un combattimento aereo: il pilota Zuhair Dawood, a bordo di un MiG-25, sembra abbia abbattuto l'F-18 di Scott Speicher, con missile R-40. Gli armamenti russi, usati dagli iracheni, probabilmente causarono altri danni ai velivoli della coalizione, tuttavia questo è l'unico caso accertato in cui gli iracheni procurarono danni rilevanti agli avversari.
Nel tentativo di dimostrare la loro capacità offensiva, il 24 gennaio gli iracheni tentarono di colpire la più importante raffineria di petrolio saudita ad Abqaiq. Due Mirage, caricati con bombe incendiarie, e due MiG-23 decollarono dalle basi in Iraq. Furono però intercettati da un aereo radar americano e due F-15 sauditi furono fatti decollare per intercettarli. Quando i due F-15 apparvero,i MiG rientrarono alla base mentre i Mirage proseguirono; il capitano Iyad Al-Shamrani abbatté entrambi gli aerei. Dopo questo episodio gli iracheni non tentarono più l'attacco e mandarono la maggior parte dei loro velivoli in Iran nella speranza che un giorno le loro forze potessero tornare in patria, cosa che non accadde.
La priorità delle forze della coalizione era di distruggere i bunker di comando, le piattaforme da lancio missilistiche, i magazzini, le installazioni radio e di telecomunicazione e i campi d'aviazione iracheni. L'attacco cominciò con una serie di azioni eseguite da vari F-111, F-15E, Tornado GR1, F-16, A-6, A-7Es, F-117, F-15C, F-14, Tornado ADV. Vennero impiegati anche gli EA-6B, gli EF-111 a inganno radar e gli aerei stealth F-117A per eludere il sistema missilistico e antiaereo iracheno. La maggior parte delle sortite partirono dall'Arabia Saudita e dalle portaerei della coalizione nel Golfo Persico e Mar Rosso. Nelle ventiquattro ore iniziali, vi furono 2 775 missioni, incluse quelle dei B-52 che viaggiarono per trentaquattro ore consecutive per 20 000 km, dalla base aerea di Barksdale negli Stati Uniti, e sgianciarono sul nemico tredici missili AGM-86 CALCM.
La forza navale della coalizione nel Golfo Persico includeva la USS Midway, la USS John F. Kennedy e la USS Ranger. Nel Mar Rosso vi erano la USS America, la USS Theodore Roosevelt e la USS Saratoga; la America fu spostata nel Golfo Persico durante la campagna.
Le difese antiaeree dell'Iraq furono inefficaci contro i velivoli della coalizione, la quale perse solamente 75 aerei in 100 000 missioni, anche se solo 42 per mano degli iracheni mentre i restanti 33 a causa di incidenti. In particolare, gli aerei della RAF e della US Navy, che volavano a bassa quota per evitare di essere visti dai radar, erano particolarmente vulnerabili soprattutto quando volavano vicino alle installazioni irachene di contraerea.
Gli obiettivi successivi furono le installazioni di comando e di comunicazione. Saddam Hussein aveva fortemente ridotto le iniziative ai livelli gerarchici inferiori, durante la guerra con l'Iran, così gli iracheni dovevano obbligatoriamente attendere gli ordini dei superiori per attaccare. Le speranze della coalizione erano che la resistenza irachena sarebbe rapidamente collassata se privata della linea di comando.

## La fuga in Iran degli squadroni iracheni

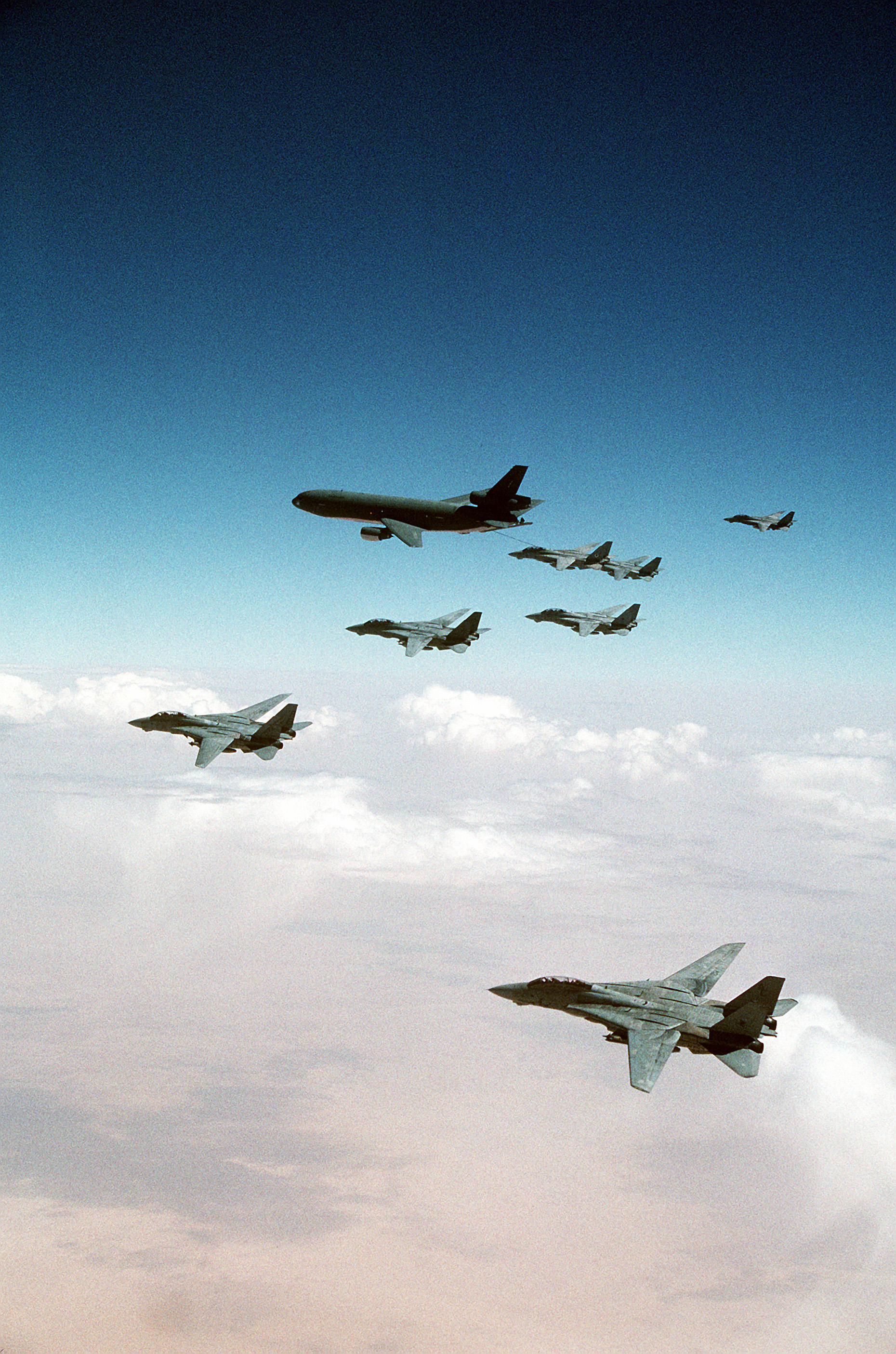
F-14 Tomcat dal Mar Rosso e dal Golfo Persico attendono il loro turno per rifornirsi di carburante da un KC-10A sopra l'Iraq, durante una missione per respingere i caccia iracheni.

Durante la prima settimana di guerra aerea gli iracheni uscirono in missione ma con pochi risultati; 38 MiG furono infatti abbattuti. Ben presto, l'Aviazione militare irachena cominciò a sorvolare l'Iran, dove trovarono ripiego tra i 115 e i 140 velivoli. Questo esodo colse di sorpresa la coalizione, che riteneva gli iracheni si sarebbero diretti verso la Giordania; basandosi su questa convinzione la coalizione si era preparata ad intercettare gli aerei in fuga verso ovest. La fuga verso l'Iran, Paese con cui l'Iraq era stato in guerra fino al 1988, fu un'azione del tutto inaspettata. Per rimediare a ciò venne creata una sorta di barriera di F-15, F-14 e F-16 lungo il confine tra Iraq e Iran che impedì ulteriori esodi di massa dell'aviazione irachena. L'Iran non concesse mai indietro gli aerei mentre i loro equipaggi furono imprigionati e rimessi in libertà alcuni anni dopo. Molti aerei iracheni rimasero quindi in patria e diversi furono successivamente distrutti dalla coalizione.

## Il bombardamento delle infrastrutture

### Militari
La terza e più ampia fase della campagna aerea comprendeva obiettivi militari in tutto l'Iraq e Kuwait: sistemi di lancio missilistico Scud, installazioni di ricerca militare, armamenti e forze navali. Circa un terzo della potenza aerea della coalizione venne impiegati per i soli sistemi missilistici, alcuni dei quali spesso trasportati a bordo di camion e quindi difficili da localizzare. Alcune squadre di forze speciali britanniche e americane vennero inviate nell'Iraq occidentale per cercare e distruggere queste installazioni. La mancanza di equipaggiamento per l'occultamento dei soldati tuttavia ostacolò le operazioni e alcuni di loro furono uccisi o catturati, come accadde alla squadra della SAS inglese con codice Bravo Two Zero.

### Civili

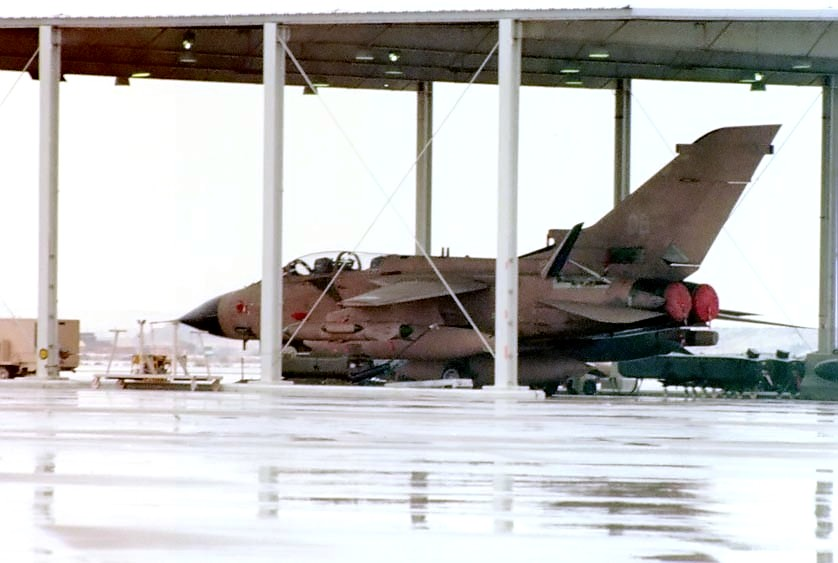
Un Tornado saudita

I raid della coalizione distrussero anche molte installazioni civili. Undici delle venti maggiori centrali energetiche irachene e centodiciannove centrali minori vennero totalmente distrutte, mentre altre sei centrali principali vennero danneggiate. Alla fine della guerra, la produzione di corrente elettrica era al 4% rispetto ad inizio conflitto. Le bombe resero inutili tutte le principali dighe, la maggior parte stazioni di pompaggio e diversi impianti di trattamento delle acque reflue, i sistemi di telecomunicazione, le installazioni portuali, le raffinerie di petrolio, i ponti stradali e ferroviari.
Gli obiettivi erano stati localizzati con fotografie aeree e le loro posizioni inviate con il GPS all'ambasciata americana a Baghdad, dove erano stati raccolti da un ufficiale dell'aviazione nell'agosto 1990: tornato in patria, l'ufficiale consegnò le letture del GPS alla sede della CIA, a Langley, in Virginia. Le posizioni servirono per creare un sistema di coordinate per designare gli obiettivi.
Gli Stati Uniti colpirono le autostrade e i ponti che collegavano la Giordania e l'Iraq, paralizzando le infrastrutture di entrambi i Paesi.

## Le vittime civili e attacchi a luoghi di culto
Il governo statunitense affermò che il governo iracheno spacciò per americani degli attacchi a luoghi sacri in Iraq nel tentativo di smuovere il mondo musulmano. In uno solo caso attendibile, l'Iraq afferma che le forze della coalizione attaccarono le città sacre di Najaf e Karbala. Il numero complessivo di civili iracheni morti fu di 2 278 mentre 5 965 furono i feriti.
Il 13 febbraio 1991, due bombe a guida laser distrussero il bunker antiaereo del quartiere di al-Amīriyya, a Baghdad, uccidendo centinaia di civili che vi avevano trovato riparo. Gli ufficiali americani affermarono che il bunker era anche un centro di comunicazione militare. Un corrispondente della BBC Jeremy Bowen, fu uno dei primi giornalisti televisivi a giungere sulla scena. A Bowen venne dato accesso al sito e non trovò tracce di un utilizzo a scopo militare.

## Mezzi e strumenti adoperati
Il conflitto vide l'impiego di armi avanzate tra cui armi a guida di precisione, anche se queste furono comunque in minoranza rispetto alle classiche bombe a grappolo e le BLU-82.
Per gli attacchi iniziali furono utilizzati missili Tomahawk lanciati da navi da guerra al largo del Golfo Persico, con bombe laser guidate sganciate da bombardieri stealth F-117A Nighthawk e con missili anti-radar lanciati dai cacciabombardieri F-4 Phantom II. Questi primi attacchi permisero poi ai cacciabombardieri F-14, F-15, F-16 e F/A-18 di ottenere una superiorità aerea sopra l'Iraq e di continuare a sganciare bombe teleguidate sugli obiettivi a terra. Armati con una mitragliatrice Gatling e con missili AGM-65 Maverick, a guida ottica o infrarossi, gli A-10 Thunderbolt bombardarono e distrussero le forze armate irachene, supportando l'avanzata delle forze di terra. Gli elicotteri d'attacco Apache e Cobra furono impiegati principalmente per distruggere i corazzati iracheni con i missili Hellfire e TOW, guidati da osservatori a terra o elicotteri da ricognizione. La flotta aerea della Coalizione impiegò anche sistemi di allarme e controllo aviotrasportati E-3 Sentry e bombardieri B-52.
In totale, furono impiegati in missione più di 2 250 velivoli, di cui 1 800 americani, contro circa 500 aerei iracheni MiG-29, MiG-25 e MiG-23, di costruzione sovietica, e F1 Mirage, di costruzione francese.

## Effetti e conseguenze
La campagna aerea devastò intere brigate irachene dispiegate in aperto deserto, in formazione da combattimento, oltre ad impedire l'arrivo di rifornimenti e prevenire il dispiegamento di 450 000 soldati iracheni.
Questa campagna ebbe anche effetti sulle tattiche impiegate in conflitti successivi. La grande efficacia dei bombardamenti fu dovuta anche al fatto che intere divisioni irachene furono dispiegate in campo aperto nel tentativo di ridurre la linea di rifornimento e l'area da difendere. Infatti le forze irachene si concentrarono in specifiche zone e pertanto divennero un facile bersaglio.

## Bilancio delle perdite
Gli iracheni persero un totale di 259 velivoli, 122 dei quali in combattimento. Durante l'operazione Desert Storm, 36 aerei furono abbattuti in combattimenti aerei. 3 elicotteri e 2 caccia furono abbattuti durante l'invasione del Kuwait, il 2 agosto 1990. Il Kuwait afferma però di aver abbattuto 37 velivoli ma questo numero non è confermato. Inoltre, 68 aerei e 13 elicotteri furono distrutti ancora al suolo e circa 137 volarono in Iran e non tornarono più in patria.
La Coalizione perse 52 aerei e 23 elicotteri durante Desert Storm, di cui 39 aerei 5 elicotteri in combattimento. Un caccia potrebbe essere stato perso in combattimento, l'F-18 pilotato da Scott Speicher. Gli iracheni reclamano anche un Tornado GR1A della RAF, pilotato da Gary Lennox e Adrian Weeks, tuttavia l'aereo in questione si schiantò al suolo a causa di un errore del pilota, in una data diversa da quella dello scontro reclamato. Un B-52G venne perso mentre tornava alla base sull'isola Diego Garcia, a causa di un guasto elettrico che lo fece schiantare sull'Oceano Indiano uccidendo tre dei sei membri dell'equipaggio. Il resto delle perdite della Coalizione furono causate dalla contraerea irachena e furono:
- 28 aerei e 5 elicotteri americani
- 7 aerei britannici
- 2 sauditi
- 1 italiano
- 1 kuwaitiano

Gli altri membri della Coalizione non subirono perdite di mezzi. Durante l'invasione del Kuwait, del 2 agosto 1990, le forze aeree kuwaitiane persero 12 aerei distrutti al suolo e 8 elicotteri, di cui 2 al suolo.